# مارك غريفز (صحفي)
مارك غريفز (بالإنجليزية: Mark Greif)‏ هو صحفي أمريكي، ولد في 1975 في بوسطن في الولايات المتحدة.